# کینجی فوکاساکو
کینجی فوکاساکو (به ژاپنی: 深作 欣二، Kinji Fukasaku)؛ (۳ ژوئیهٔ ۱۹۳۰ – ۱۲ ژانویهٔ ۲۰۰۳) کارگردان، فیلم‌نامه‌نویس و تهیه‌کننده اهل ژاپن بود. وی بین سال‌های ۱۹۶۱ تا ۲۰۰۳ میلادی فعالیت می‌کرد.
کینجی فوکاساکو همچنین برندهٔ جوایزی همچون جایزه فیلم ماینیجی، جایزه آکادمی فیلم ژاپن و جشنواره فیلم یوکوهاما شده‌است.